# Zalesie (Police)
Zalesie (deutsch Sonnenwald) ist ein Dorf in der polnischen Woiwodschaft Westpommern. Das Dorf bildet einen Teil der Gmina Police (Stadt- und Landgemeinde Pölitz) im Powiat Policki (Pölitzer Kreis). Zalesie liegt etwa 20 Kilometer nordwestlich von Stettin (Szczecin) und etwa 13 Kilometer westlich von Police (Pölitz).

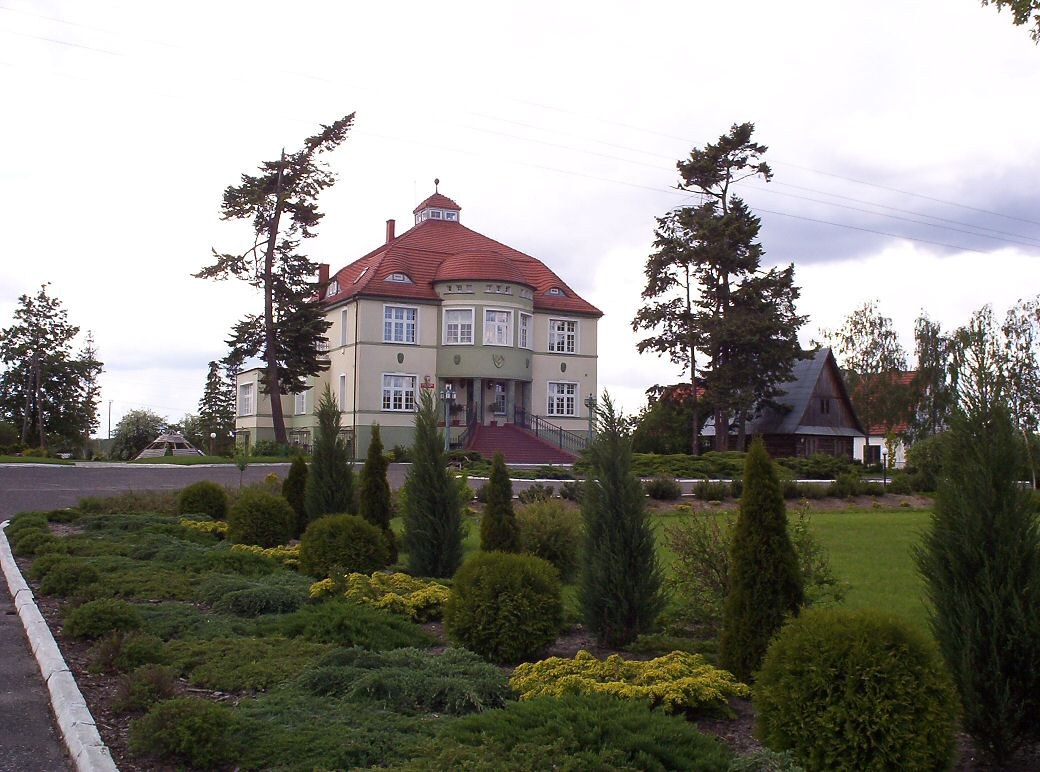
Gutshaus in Zalesie